# Megan Hilty
Megan Kathleen Hilty (Bellevue, 29 marzo 1981) è un'attrice, cantante e modella statunitense.
È divenuta famosa per i suoi ruoli in musical di Broadway, tra cui la sua performance come Glinda in Wicked, Doralee Rhodes in 9 a 5: The Musical, e il suo ruolo come Brooke Ashton in Noises Off che le ha valso una nomina ai Tony Award.
Ha anche recitato come Ivy Lynn nella serie musicale-drammatica Smash, e interpretato Liz nella sitcom Sean Saves the World.
Nel 2004 ricevuto il National Society of Arts and Letters Award per la sua eccellenza nei musical teatrali.

## Biografia
Megan è nata a Bellevue, Washington ed è la figlia di Jack e Donna Hilty. Ha frequentato la Sammanish High School a Bellevue e la Washington Academy of Performing Arts Conservatory High School a Redmond, Washington. Nel 2004, si è diplomata alla Carnegie Mellon School of Drama ed è membro della Actors' Equity. Ha ricevuto il National Society of Arts and Letters Award.

## Carriera
Poco dopo essersi diplomata la Hilty fece un'audizione per il musical Wicked. Si trasferì a New York e, nell'agosto del 2004, fece il suo debutto a Broadway nello spettacolo aspettando di prendere il ruolo di Glinda non appena la precedente attrice, Jennifer Laura Thompson, avesse lasciato, cosa che avvenne il 31 maggio 2005. Fu nello spettacolo fino al 28 maggio 2006. Riprese poi quel ruolo per il primo tour nazionale da settembre a dicembre 2006, rimpiazzando Kendra Kassebaum. Partecipò anche per un periodo alla produzione dello spettacolo a Los Angeles.
Nel 2011 fu confermata la partecipazione della Hilty nella nuova serie a tema musicale della NBC, Smash, insieme a Debra Messing, Katharine McPhee, Christian Borle, Anjelica Huston e Brian d'Arcy James. La serie fu ufficialmente presentata l'11 maggio 2011. La prima stagione è stata trasmessa a partire dal 6 febbraio 2012.

## Filmografia

### Cinema
- L'eccezione alla regola (Rules Don't Apply), regia di Warren Beatty (2016)
- Gli stivali di Babbo Natale (Santa's Boots), regia di Shawn Tolleson (2018)

### Televisione
- The Closer - serie TV, 2 episodi (2007)
- CSI - Scena del crimine (CSI: Crime Scene Investigation) – serie TV, episodio 9x13 (2009)
- Desperate Housewives - serie TV, 2 episodi (2009)
- Bones – serie TV, episodio 5x17 (2010)
- Smash – serie TV, 32 episodi (2012-2013)
- The Good Wife - serie TV, episodi 7x19-7x21-7x22 (2016)

### Doppiatrice
- Trilli e il segreto delle ali (Secret of the Wings), regia di Bobs Gannaway e Peggy Holmes (2012)
- Trilli e la nave pirata (The Pirate Fairy), regia di Peggy Holmes (2014)
- Trilli e la creatura leggendaria (Tinker Bell and the Legend of the NeverBeast), regia di Steve Loter (2014)

## Doppiatrici italiane
Nelle versioni in italiano delle opere in cui ha recitato, Megan Hilty è stata doppiata da:
- Domitilla D'Amico in CSI - Scena del crimine, Desperate Housewives
- Laura Latini in The Closer
- Giovanna Rapattoni in Smash
- Daniela Calò in The Good Wife
- Federica De Bortoli in  L'eccezione alla regola
- Chiara Gioncardi in Gli stivali di Babbo Natale

Da doppiatrice è sostituita da:
- Perla Liberatori in Trilli e il segreto delle ali, Trilli e la nave pirata, Trilli e la creatura leggendaria
- Margherita De Risi in T.O.T.S - Trasporto Organizzato Teneri Supercuccioli